# Edouard Wyss-Dunant

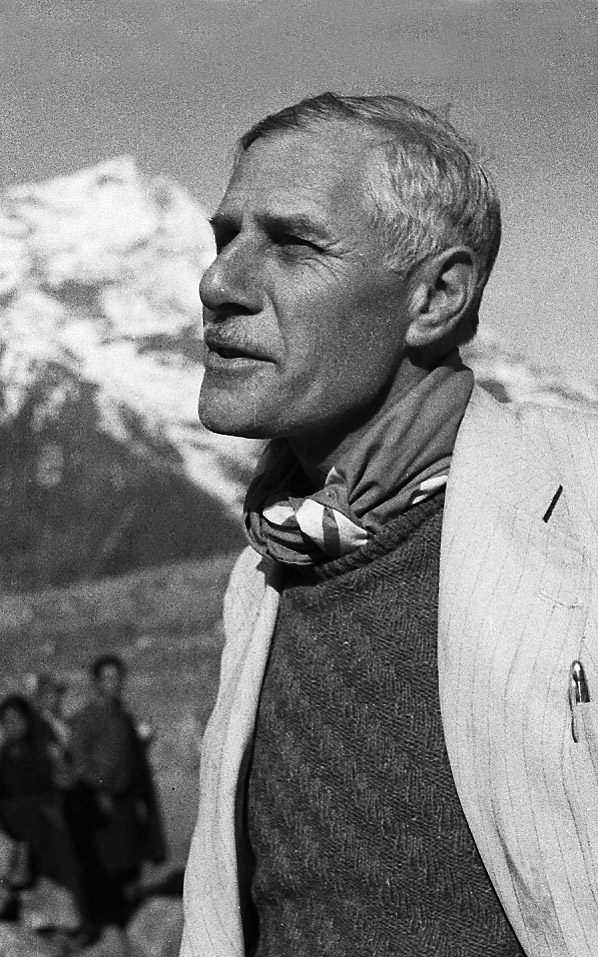
Edouard Wyss-Dunant; Everest-Expedition 1952

Edouard Wyss-Dunant (* 17. April 1897 in Thann, Haut-Rhin; † 30. April 1983 in Genf) war ein Schweizer Arzt und Alpinist. Er veröffentlichte eine Reihe medizinischer Abhandlungen und ist Autor mehrerer Bergsteigerbücher. Er führte 1952 die erste Schweizer Expedition zum Mount Everest.

## Biografie

UIAA Logo

Wyss-Dunant hatte einen Deutschschweizer Vater und eine Mutter aus dem frankophonen Kanton Waadt. Er verbrachte seine Kindheit im Elsass, wo sein Vater eine Chemiefabrik leitete. Anschliessend studierte er Medizin in Genf. Nach seiner Promotion in Radiologie in Zürich liess er sich in Bern als Radiologe nieder und wurde Mitglied des Akademischen Alpenclub Bern (AACB). Später bezog er eine Praxis in Genf, wo er seine spätere Frau Lucrece kennenlernte und sich dort, bis auf einen Aufenthalt in Nordafrika, für den Rest seines Lebens niederliess.
Wyss-Dunant bestieg während seines Aufenthaltes in Bern alle Hauptgipfel des Berner Oberlandes: Zu den klassischen Routen in seiner damaligen Aufzeichnung gehörte der Mittellegikamm des Eiger, der Nordgrat des Mönch und viele Anstiege in der Kette der Engelhörner. In seinen frühen Zwanzigern durchquerte er die Dent d’Hérens vom Tiefenmatten-Joch zum Col du Lion und machte eine doppelte Traverse, in zwei Tagen sowohl vom Matterhorn als auch den Dent d’Hérens. Er schaffte auch eine Solo-Überquerung des Matterhorns. Zusammen mit Alexander Taugwalder erstieg er das Matterhorn über den als schwierig geltenden Südostgrat, den sogenannten Furggengrat. Mit Marcel Kurz kletterte er auch im Mont-Blanc-Massiv.
Wyss-Dunant nahm auch an mehreren Expeditionen im Ausland teil: Mexiko (1936), Ostafrika (1937), Grönland (1938), Tibesti (Tschad) (1946) und im Himalaya (1947 und 1952). Berichte über diese Expeditionen sind in seinen Büchern festgehalten: Appels des Sommets, Au dela des Cîmes, Sur les Hauts Plateaux Mexicains, Mes Ascensions en Afrique, Mirages Groenlandais und Forets et Cîmes Himalayennes.
Wyss-Dunant war Präsident des Schweizer Alpen-Clubs und der UIAA. In Anerkennung dieser Verdienste und seiner lebenslangen Tätigkeit als Kletterer wurde er 1949 zum Ehrenmitglied des Alpine Club sowie 1968 zum Ehrenmitglied der UIAA ernannt.

## Frühjahrsexpedition 1952 zum Mount Everest
Höhepunkt von Wyss-Dunants Karriere als Alpinist war seine Wahl durch die Schweizerische Stiftung für Alpine Forschung zum Leiter der ersten Schweizer Expedition zum Mount Everest im Frühjahr 1952.
Alle Teilnehmer dieser Expedition kamen aus Genf; sie gehörten fast alle dem exklusiven Kletterclub «L'Androsace» an und kannten sich sehr gut. Die Stadt und der Kanton Genf unterstützten die Expedition moralisch und finanziell, und die Universität Genf stellte das wissenschaftliche Kontingent zur Verfügung. Die Aufgabe dieses Teams bestand hauptsächlich darin, den Zugang zum South Col, den Khumbu-Gletscher und möglicherweise den Vormarsch zum South Col zu erkunden. Raymond Lambert und Sherpa Tenzing Norgay erreichten auf dem Südostgrat eine Höhe von etwa 8595 m, einen neuen Höhenrekord. Tenzings Erfahrung sollte sich als nützlich für die britische Expedition 1953 mit Edmund Hillary erweisen.
Die Ergebnisse dieser ersten Schweizer Everest-Expedition übertrafen die Erwartungen. Beim ersten Versuch hatte man eine neue Route zum Everest eröffnet und unter schwierigen Bedingungen eine aussergewöhnliche Höhe auf dem Südwestgrat erreicht. Nach Meinung des kritischen Marcel Kurz ist diese Expedition fast mit einem Sieg zu vergleichen. Sie ebnete den Weg für weitere Erfolge anderer Expeditionen.

## Wissenschaftliche Forschung
Edouard Wyss-Dunant prägte den Begriff «Todeszone» in einem Artikel über Akklimatisation, veröffentlicht in der Zeitschrift der Schweizerischen Stiftung für Alpine Forschung.